# Catálogo Giclas
El Catálogo Giclas es un catálogo astronómico que contiene aquellas estrellas que poseen un movimiento propio notable. Fue realizado por Henry Lee Giclas y sus colaboradores Robert Burnham, Jr y Norman G. Thomás en dos partes diferenciadas; la primera en 1971 para el hemisferio norte, y la segunda en 1978 para el hemisferio sur.
Ambos catálogos fueron compilados en el Observatorio Lowell (Arizona, Estados Unidos). El catálogo del hemisferio norte recoge 8.989 objetos, mientras que el del hemisferio sur recoge únicamente 2.758, diferencia resultante de la cobertura incompleta en cuanto a declinación. Las estrellas que integran el catálogo Giclas aparecen bajo la forma G FFF-NNNA, en donde FFF y NNN representan números enteros, junto a una letra (A) que puede ir detrás del segundo número. Por ejemplo, G 045-020 o G 45-20 designa a Wolf 359 (CN Leonis).

## Ejemplos de estrellas conocidas por su número Giclas
| Estrella | Nombre alternativo | Constelación | Distancia (Años luz) | Características destacables                                   |
| -------- | ------------------ | ------------ | -------------------- | ------------------------------------------------------------- |
| G 99-49  | GJ 3379            | Orión        | 17,2                 | Enana roja; la estrella más cercana dentro de su constelación |
| G 196-3  | NLTT 23293         | Osa Mayor    | 48,6                 | Enana roja acompañada por una enana marrón                    |
| G 114-10 | LTT 3201           | Hidra        | 60                   | Enana roja de elevada metalicidad                             |
| G 261-43 | GJ 9743            | Cefeo        | 69,1                 | Sistema binario formado por dos enanas blancas                |
| G 21-15  | Ross 137           | Ofiuco       | 179                  | Sistema estelar compuesto por tres enanas blancas             |